# Pierreodendron africanum
Pierreodendron africanum là một loài thực vật có hoa trong họ Thanh thất. Loài này được (Hook.f.) Little miêu tả khoa học đầu tiên năm 1949.